# Little Elm
Little Elm – miasto w Stanach Zjednoczonych, w stanie Teksas, w hrabstwie Denton, leżące na przedmieściach Dallas.
Prawa miejskie uzyskało w czerwcu 1966 roku.

## Demografia
Według przeprowadzonego przez United States Census Bureau spisu powszechnego w 2010 roku miasto liczyło 25 898 mieszkańców. Natomiast skład etniczny w mieście wyglądał następująco: Biali 69,3%, Afroamerykanie 14,3%, Azjaci 3,5%, pozostali 12,9%.